# بيرنكاستل-كويز
برنكسل كويز (بالألمانية: Bernkastel-Kues) هي بلدة ألمانية تقع في ألمانيا في راينلند بالاتينات. يقدر عدد سكانها بـ 6,732 نسمة .

## المدن التوأمة
مدن شتات فيهلن، كارلوفة و Otmuchów هي مدن توأمة لـبرنكسل كويز.

## أعلام
- هرمان شرودر
- نقولاس الكوزاني